# Mario Benzing

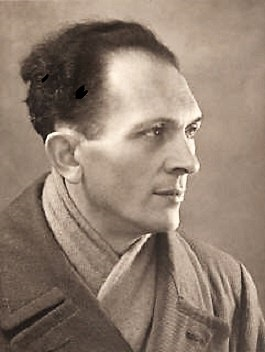
Mario Benzing omstreeks 1925

Mario Benzing (7 december 1896 – 29 november 1958), geboren in Como, Italië, was een Italiaanse schrijver van Duitse oorsprong.
Tussen de twee Oorlogen schreef hij in het Italiaans verscheidene romans en bibliografieën over historische persoonlijkheden als Messalina, Cleopatra en koningin Christina I van Zweden. Als literair vertaler van het Engels, het Duits en het Frans, werkte hij voor vele uitgeverijen, vaak ondertekend met Mario Benzi wegens de periodewetten die Italiaanse namen oplegden. De auteurs aan wie hij zijn werk speciaal wijdde waren Jack London, Joseph Conrad, Rudyard Kipling, Arthur Schnitzler, Lewis Carroll, Pelham Grenville Wodehouse, Edgar Wallace, Hugh Walpole, Edgar Allan Poe, Sigrid Undset en Herbert G. Wells. Houdend van oude talen uit het Nabije Oosten en van Orakels Caldaic, was hij vriend van vele Milanese geleerden en kunstenaars, zoals componist Umberto Giordano. Hij speelde in zijn vrije tijd piano en een speciale zes-snaren banjo.
Zijn zoon is de ingenieur en journalist Enrico Benzing. 